# Peneu (Peloponès)
|  | Per a altres significats, vegeu «Peneu (Tessàlia)». |

El riu Peneu (grec Πηνειός, Peneiós; llatí: Peneus) és el riu principal de l'Èlida, al Peloponès/Peloponnès. El seu afluent principal és el riu Ladó, que desaigua al Peneu prop de l'antiga Pilos d'Èlida.